# Cerkiew Opieki Matki Bożej w Horodećkim
Cerkiew Opieki Matki Bożej – drewniana prawosławna cerkiew parafialna w Horodećkim, w eparchii czerkaśkiej Kościoła Prawosławnego Ukrainy.

## Historia
Świątynia powstała w 1761 roku. Poświęcona 14 października 1766. Działała nieprzerwanie do początku lat 1960, kiedy to została zamknięta przez władze sowieckie. Po zamknięciu kościół służył jako spichlerz. Później wiejski dom kultury został przeniesiony do kościoła.
W 1990 roku dom kultury został eksmitowany z kościoła, kościół został konsekrowany, lecz nie był używany zgodnie z jego przeznaczeniem aż do 1996 roku, kiedy rektorem został ks. Mykoła Drozd. W 1998 roku odrestaurowano zespół kopuł i krzyży na kościele. Płaski strop pod główną kopułą, który został zainstalowany w latach działalności domu kultury wiejskiego, zdemontowano i odrestaurowano półkulistą podstawę. Ikonostas został przywrócony.
26 grudnia 1999 r. konsekrację cerkwi dokonał patriarcha Kijowa i Wszechrusi-Ukraina Filaret.
W 2001 roku ks. Mykoła Drozd został przeniesiony do Żytomierza. Mykoła Solowej został rektorem kościoła w 2003 roku. Latem 2012 roku przy kościele otwarto szkółkę niedzielną.
12 października 2016 r. patriarcha Filaret (Denisenko) złożył wizytę w kościele z okazji 250-lecia konsekracji.